# Claus von Bülow

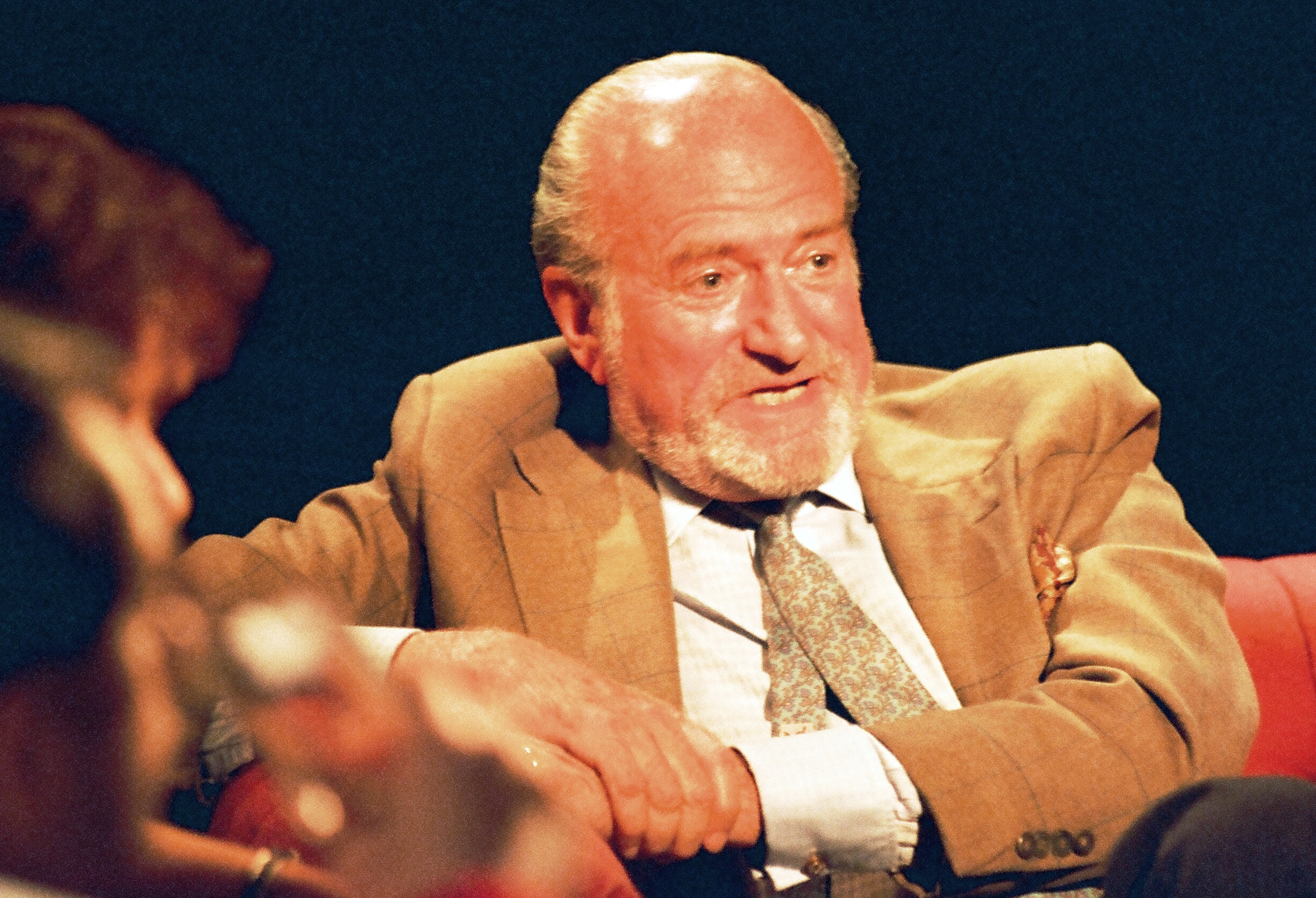
Claus von Bülow (1997)

Claus von Bülow (* 11. August 1926 als Claus Cecil Borberg in Kopenhagen, Dänemark; † 25. Mai 2019 in London) war ein britischer Jurist deutsch-dänischer Abstammung. Er gelangte Anfang der 1980er Jahre zu weltweiter Bekanntheit, weil er wegen zweifachen Mordversuchs an seiner Ehefrau Sunny von Bülow (geborene Martha Sharp Crawford, geschiedene Auersperg) angeklagt wurde.

## Biographie
Bülows Mutter Jonna entstammte dem alten Adelsgeschlecht von Bülow. Sein Vater war der dänische Dramatiker Svend Borberg. Sein Großvater mütterlicherseits war Fritz Bülow, ein dänischer Jurist, Justizminister von 1910 bis 1913 sowie Präsident des dänischen Parlaments.
Claus von Bülow studierte Rechtswissenschaft am Trinity College, Cambridge, und arbeitete in den 1950er und 1960er Jahren als persönlicher Assistent von J. Paul Getty. Am 6. Juni 1966 heiratete er Sunny, eine reiche amerikanische Erbin und die Ex-Frau von Alfred Auersperg. Sunny hatte eine Tochter und einen Sohn aus erster Ehe. Aus der Ehe mit  Bülow stammt die Tochter Cosima von Bülow, geboren 1967.
1980 fiel Sunny von Bülow in ein bis zu ihrem Tode im Jahre 2008 andauerndes Koma. 1982 wurde Bülow des Mordversuchs an seiner Ehefrau für schuldig befunden und zu 30 Jahren Gefängnisstrafe verurteilt. Er legte Rechtsmittel gegen dieses Urteil ein und engagierte den Harvard-Professor Alan M. Dershowitz. Diesem gelang es, dass der Schuldspruch 1984 aufgehoben und Bülow in einem zweiten Verfahren 1985 in allen Punkten freigesprochen wurde.

## Verfilmung
Alan M. Dershowitz schrieb das Buch Reversal of Fortune: Inside the von Bülow case (1985), das als Reversal of Fortune (deutsch: Die Affäre der Sunny von B.) mit Jeremy Irons und Glenn Close (1990) verfilmt wurde.